# Gustaaf Baeteman
Gustaaf Michel Léon Jacques Baeteman (Gent, 29 september 1928 - aldaar, 2 april 2010) was een Belgisch rechter. Van 1996 tot 1998 was hij eerste voorzitter van de Raad van State.

## Biografie
Gustaaf Baeteman behaalde in 1951 het diploma van doctor in de rechten aan de Vrije Universiteit Brussel. Hij begon zijn carrière als advocaat-stagiair aan de balie te Hasselt. In 1954 werd hij substituut van de procureur des Konings in Brugge en in 1956 in Antwerpen. In 1961 werd hij rechter in de rechtbank van eerste aanleg in Brussel. In 1966 werd hij staatsraad. In 1986 vernietigde de vierde kamer van de Raad van State onder kamervoorzitterschap van Baeteman de benoeming en eedaflegging van José Happart als burgemeester van Voeren, een politiek belangrijke uitspraak. Van 1996 tot 1998 was hij eerste voorzitter van de Raad.
Van 1954 tot 1961 was hij kabinetsmedewerker van minister van Justitie Albert Lilar (Liberale Partij). Vanaf 1963 was hij professor. In 1986 werd hij verkozen tot lid van de Koninklijke Vlaamse Academie van België voor Wetenschappen en Kunsten. Hij was lid van de Commissie voor het Nationaal Biografisch Woordenboek en het Frans Van Cauwelaert Fonds.
Baeteman leverde bijdragen aan de totstandkoming van een modern personen-, familie- en huwelijksgoederenrecht. Hij publiceerde achttien boeken en 82 artikels over personen- en familierecht. Hij pleitte onder meer voor de leesbaarheid van wetboeken. In 1964 schreef hij zijn eerste artikel voor het Tijdschrift voor Privaatrecht, waarvan hij in 1986 lid van de redactieraad werd en nog later voorzitter.
- CiNii: DA01381293
- Gemeinsame Normdatei: 1145350038
- International Standard Name Identifier: 0000 0000 6169 3737
- Library of Congress Control Number: n84056287
- Nationale Bibliotheek van Israël: 987007277955505171
- Nederlandse Thesaurus van Auteursnamen: 072971827
- Système universitaire de documentation: 102354685
- Virtual International Authority File: 88701054
- WorldCat: E39PCjFqJhdjHRWtcWVFCwbKMK